# 박상률
박상률(1958년 ~ )은 대한민국의 작가이다. 1981년, 전남대학교 상과대학을 졸업하였다.

## 경력
- 1990년: ≪한길문학≫ 신인상 시 당선, ≪동양문학≫ 신인상 희곡 당선
- 1996년: ＜문학의 해 기념 불교문학상＞ 희곡 부문 수상
- 1995∼2011년: 명지대, 경기대, 동덕여대, 한남대, 숭의여대 등에 강사, 겸임 교수로 출강
- 2001∼2006년: 계간 ≪문학과경계≫ 편집위원
- 2010년: 월간 ≪학교도서관저널≫ 기획위원
- 2006∼2011년: 계간 ≪청소년문학≫ 편집 주간

### 기타
한국작가회의 ＜희곡, 아동문학＞ 분과위원장, 한국문화예술위원회 ＜사이버 문학광장 글틴＞ 획위원, 국제아동도서협의회(IBBY) 한국운영위원, 중고등학교 국어 및 문학 검인정교과서 집필 위원 등

## 작품

### 시집
≪진도아리랑≫, ≪배고픈 웃음≫, ≪하늘산 땅골 이야기≫

### 소설
≪봄바람≫, ≪나는 아름답다≫, ≪밥이 끓는 시간≫, ≪너는 스무 살, 아니 만 열아홉 살≫, ≪나를 위한 연구≫, ≪방자왈왈≫, ≪불량청춘 목록≫, ≪개님전≫, ≪세상에 단 한 권뿐인 시집≫,≪통행금지≫

### 희곡집
≪풍경 소리≫

### 동화
≪바람으로 남은 엄마≫, ≪까치 학교≫, ≪구멍 속 나라≫, ≪어른들만 사는 나라≫, ≪벌거숭이 나라≫, ≪미리 쓰는 방학 일기≫, ≪개밥상과 시인 아저씨≫, ≪내 고추는 천연기념물≫, ≪도마이발소의 생선들≫, ≪개조심≫, ≪자전거≫

### 그림동화
≪애국가를 부르는 진돗개≫, ≪아빠의 봄날≫

### 인물 이야기
≪나비박사 석주명≫, ≪인권변호사 조영래≫, ≪풍금 치는 큰스님 용성≫

### 교양서
≪아이들이 읽어야 할 경제 이야기≫, ≪경제는 나의 힘≫, ≪백발백중 명중이, 무관을 꿈꾸다≫

### 산문집
≪동화는 문학이다≫, ≪청소년 문학의 자리≫

### 옮긴 책
≪나르니아≫ 1~7, ≪켈트족≫, ≪삼국지≫ 1~10 등